# نیژنیه اینخلو
نیژنیه اینخلو (به لاتین: Nizhneye Inkhelo) یک منطقهٔ مسکونی در روسیه است که در داغستان واقع شده‌است.